# Crête terminale de l'atrium droit
La crête terminale de l'atrium droit (ou crête terminale de His) est une saillie allongée de la paroi postérieure de l'atrium droit.

## Structure
La crête terminale de l'atrium droit forme une crête musculaire longitudinale légèrement courbée de 2 à 3 mm de haut.
Elle s'étend de l'orifice de la veine cave supérieure à celui de la veine cave inférieure. Elle marque la limite entre le sinus des veines caves et la partie trabéculée par les muscles pectinés au niveau de l'ouverture de l'auricule de l'oreillette droite.
Elle contient le nœud sinu-atrial dans son extrémité supérieure et correspond extérieurement au sillon terminal du cœur.

## Anatomie fonctionnelle
La crête terminale de l'atrium joue un rôle dans l'automatisme cardiaque en séparant les zones de conduction rapide et lente de l'impulsion cardiaque.

## Embryologie
La crête terminale de l'atrium nait de la fusion entre le sinus veineux embryonnaire et l'atrium primitif.